# Archiepiskopie Alexandrie
Archiepiskopie Alexandrie je eparchie Alexandrijského patriarchátu.

## Území a titul biskupa
Zahrnuje správní hranice území města Alexandrie, jeho okolí a zastupitelství v Káhiře.
Eparchiálnímu biskupovi náleží titul patriarcha alexandrijský a celé Afriky.

## Historie
Za prvního biskupa Alexandrie, tehdejšího hlavního města Egypta je považován svatý apoštol Marek.
Přes úpadek patriarchátu, spojený s přechodem věřících k monofyzitismu a arabského dobytí Egypta, patriarchát nezanikl. Po 15. a až do 19. století zůstal Alexandrijský stolec jedinou aktivní eparchií celé místní alexandrijské církve.